# حلف الفضول
حلف الفضول هو أحد أحلاف الجاهلية الأربعة التي شهدتها قريش، وقد عقد الحلف في دار عبد الله بن جدعان التيمي القرشي أحد سادات قريش وذلك بين عدد من عشائر قبيلة قريش في مكة، في شهر ذي القعدة سنة 590 م بعد شهر من انتهاء حرب الفجار بين كنانة وقيس عيلان. توافق عليه بنو هاشم وبنو تيم وبنو زهرة حيث تعاهدوا فيه على أن: (لا يظلم أحد في مكة إلا ردوا ظلامته). وقد شهد النبي محمد هذا الحلف قبل بعثته وله من العمر 20 سنة، وقال عنه لاحقًا: «لقد شهدت مع عمومتي حلفا في دار عبد الله بن جدعان ما أحب أن لي به حمر النعم، ولو دعيت به في الإسلام لأجبت»

## سبب عقد حلف الفضول
أتى رجل من زبيد خرج بتجارة فاشتراها منه العاص بن وائل وكان ذا قدر بمكة وشرف فحبس عنه حقه فاستعدى عليه الزبيدي الأحلاف لعقة الدم وهم: عبد الدار ومخزوم وجمح وسهم وعدي، فأبوا أن يعينوه على العاص بن وائل وانتهروه. فصعد الأسدي جبل أبي قبيس عند طلوع الشمس وقريش في أنديتهم حول الكعبة ونادى بأعلى صوته:

## سبب التسمية
سمي بحلف الفضول لأنّ قريشاً تحالفوا على أن يردوا الفضول على أهله وقالوا بعد إبرامه: هذا فضول من الحلف.

## نص الحلف وأشعاره
قام في الدعوة للحلف الزبير بن عبد المطلب الهاشمي القرشي، وقال: «ما لهذا منزل» فاجتمعت هاشم وزهرة وتيم بن مرة في دار عبد الله بن جدعان التيمي القرشي وكان سيد قريش، فصنع لهم طعاما، وتحالفوا في ذي القعدة، فتعاقدوا وتعاهدوا بالله ليكونن يدا واحدة مع المظلوم على الظالم حتى يؤدى إليه حقه ما بل بحر صوفة وما رسا حراء وثبير مكانهما، وعلى التأسي في المعاش فسمت قريش ذلك الحلف حلف الفضول وقالوا: «لقد دخل هؤلاء في فضل من الأمر»، ثم مشوا إلى العاص بن وائل فانتزعوا منه سلعة الزبيدي فدفعوها إليه وقال الزبير بن عبد المطلب:
وقال أيضا:

## قبائل حلف الفضول
عقدت حلف الفضول 5 أفخاذ من قريش هي:
1. بنو هاشم بن عبد مناف
2. بنو المطلب بن عبد مناف
3. بنو أسد بن عبد العزى
4. بنو زهرة بن كلاب
5. بنو تيم بن مرة
6. عضل والقارة من بني الهون بن خزيمة.

## حلف الفضول بعد الإسلام
كان بين الحسين بن علي بن أبي طالب، وبين الوليد بن عتبة بن أبي سفيان منازعة في مال كان بينهما بذي المروة. والوليد يومئذ والي المدينة من قبل الخليفة الأموي معاوية بن أبي سفيان. فكأن الوليد تحامل على الحسين في حقه لسلطانه فقال له الحسين: «أحلف بالله لتنصفني من حقي أو لآخذن سيفي، ثم لأقومن في مسجد رسول الله ثم لأدعون بحلف الفضول». فقال عبد الله بن الزبير الأسدي القرشي: «وأنا أحلف بالله لئن دعا به لآخذن سيفي، ثم لأقومن معه حتى ينصف من حقه أو نموت جميعا». فبلغ الأمور المسور بن مخرمة الزهري القرشي، فقال مثل ذلك وبلغت عبد الرحمن بن عثمان التيمي القرشي فقال مثل ذلك. فلما بلغ ذلك الوليد بن عتبة أنصف الحسين من حقه حتى رضي.